# Jaroměr Hendrich Imiš

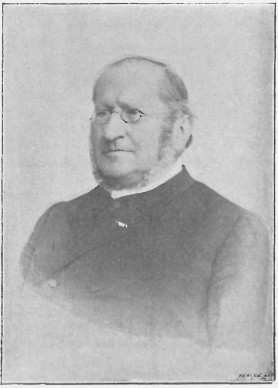
Jaroměr Hendrich Imiš

Jaroměr Hendrich Imiš, deutscher Name Friedrich Heinrich Immisch (* 16. Dezember 1819 in Buchwalde, Oberlausitz; † 12. Dezember 1897 in Göda) war ein evangelischer Pfarrer und Kulturpolitiker der Sorben.

## Leben
Immisch besuchte von 1832 bis 1840 das Gymnasium in Bautzen und war im Jahr 1839 einer der Gründer der sorbischen Gymnasiastenvereinigung Societas Slavica Budissinensis. Ab 1840 studierte er evangelische Theologie an der Universität Leipzig. Als Mitglied  des Corps Lusatia Leipzig war er an den mitteldeutschen Universitäten unter dem Namen „der Wende“ als begabter Fechter bekannt. Er focht 14 Mensuren, davon zwei auf Pariser und zwei auf Säbel. Außerdem hatte er am 28. Juli 1843 ein Pistolenduell. Von 1851 bis 1858 wirkte er als Pfarrer in Oßling und von 1858 bis 1897 an der Kirche St. Peter und Paul in Göda.
Er war in den 1840er Jahren einer der Gründungsväter der sorbischen Gelehrtenvereinigung Maćica Serbska, nahm jedoch in der Folge der gescheiterten Deutschen Revolution von 1848/49 eine politisch zunehmend konservative Haltung ein, die ihn bald zwischen die Fronten einer erstarkenden sorbischen Nationalbewegung und eines zunehmenden Germanisierungsdruckes von Seiten des Königreichs Sachsen bringen sollte. 1849 rief er mit anderen sorbischen Geistlichen die „Wendische Lutherische Buchgesellschaft“ (Serbske lutherske knihowne towarstwo) ins Leben, die eine wesentliche Rolle bei der Herausgabe und Verbreitung des sorbischen evangelischen Schrifttums spielte. 1867 ernannte ihn die Lausitzer Predigergesellschaft zu Leipzig, die spätere Sorabia, wegen seiner Verdienste um die wendische Sprache und Literatur zu ihrem Ehrenmitglied. Mit Genehmigung des Sächsischen Kultusministeriums richtete er 1877 in Göda das Wendische Homiletische Seminar ein, in dem sich sorbische evangelische Pfarrer und Theologiestudenten in vierwöchigen Sommerkursen fortbilden konnten.
Das literarische Schaffen von Imiš war meist auf religiöses Schrifttum beschränkt (so redigierte er 1881 und 1893 die Bibelausgaben in obersorbischer Sprache und gab Gebetbücher sowie liturgische Bücher heraus), im Jahr 1883 sah er sich jedoch genötigt, auf die in den deutschen Medien zusehend stärker werdende Polemik gegen den vermeintlichen Panslawismus der Sorben, als dessen Exponenten besonders Jan Arnošt Smoler und Michał Hórnik angesehen wurden, mit einer Streitschrift zu antworten, wegen der er wegen Ehrverletzung angeklagt und verurteilt, später jedoch vom Landgericht Leipzig freigesprochen wurde.
Vom sächsischen König wurde Imiš mit dem Verdienstorden I. Klasse ausgezeichnet, die Universität Leipzig verlieh ihm 1895 die Ehrendoktorwürde. 1876 bis 1881 war Imiš Mitglied der Landessynode der Evangelisch-Lutherischen Kirche im Königreich Sachsen, ab 1886 war er Ehrenvorsitzender der Maćica Serbska. Zur kollektiven Erinnerung an das Wirken des Gödaer Pfarrers benannte 2006 der Vorstand des Diakonischen Werkes im Kirchenbezirk Bautzen e. V. das dortige Alterspflegeheim mit dem Namen „Haus Immisch“.

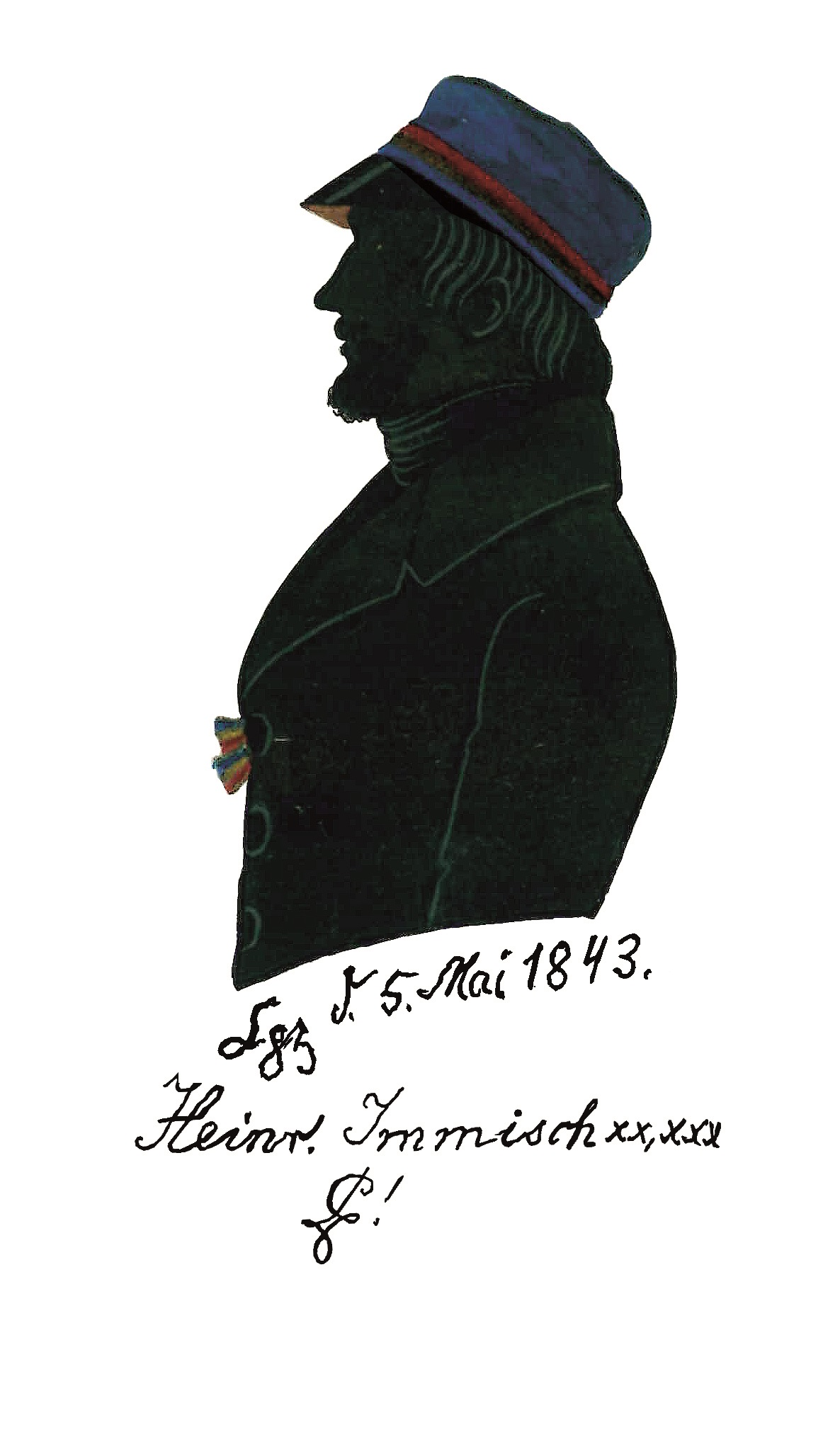
Immisch als Lausitzer
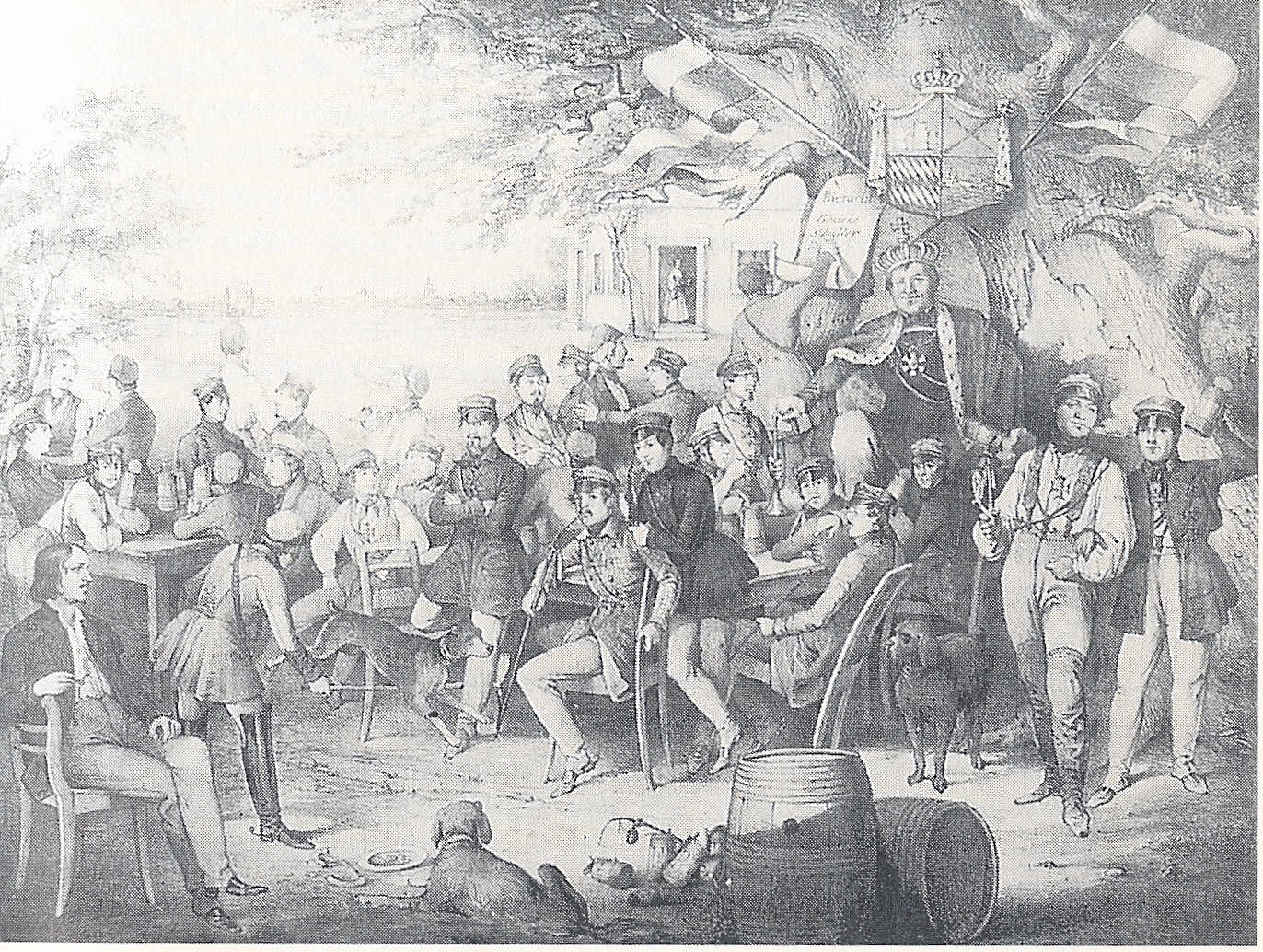
Imiš (mit Krone) als „Graf Strolch II“
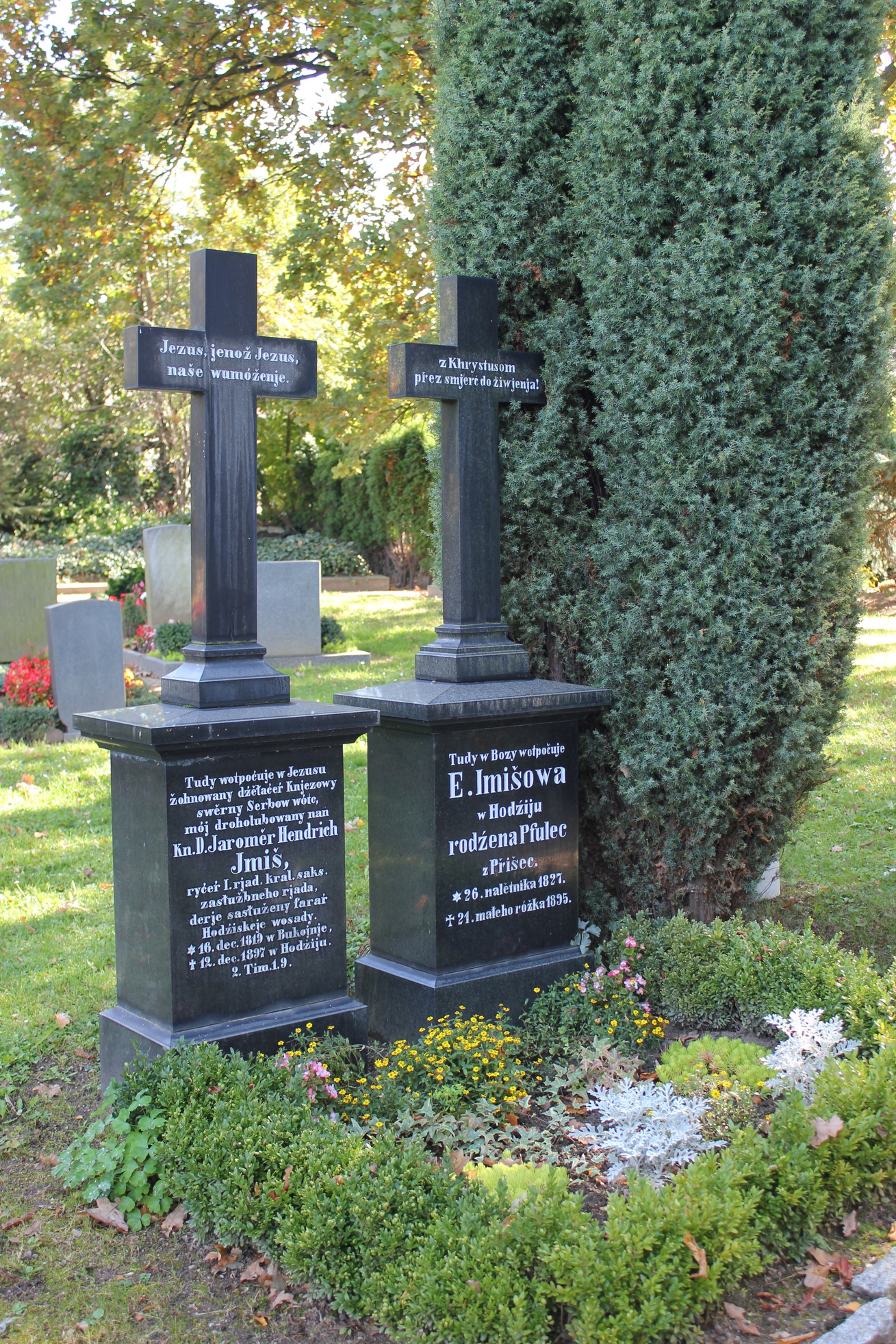
Immischs Grab

## Ehrungen
- Ehrenmitglied des Corps Lusatia Leipzig (1897)[5]

## Werke
- Der Panslawismus unter den sächsischen Wenden mit russischem Geld betrieben und zu den Wenden in Preußen hinübergetragen. Deutsche Antwort eines sächsischen Wenden. Leipzig 1884 (Digitalisat)